# 中津川市立阿木小学校
中津川市立阿木小学校（なかつがわしりつ あぎしょうがっこう）とは、岐阜県中津川市にある公立小学校。

## 就学区域
- 阿木（阿木川上[注釈 1]を除く）、飯沼[1]。

## 沿革
- 1873年（明治6年） - 阿木村に稽徴義校、飯沼村に新風義校が開校する。
- 1877年（明治10年） - 稽徴義校が阿木学校に改称する。
- 1881年（明治14年） - 阿木学校広岡分校を設置。
- 1884年（明治17年） - 川上地区[注釈 2]に広岡分校の分校として、川上分校を設置。
- 1886年（明治19年） - 
  - 阿木学校が阿木尋常小学校、新風義校が飯沼尋常小学校に、それぞれ改称する。
  - 広岡分校が分立し、広岡簡易科小学校となる。
  - 川上分校を廃止。川上地区の児童は地区有力者により私塾に通う。
- 1897年（明治30年）
  - 4月1日 - 阿木村が飯沼村を編入する。
  - 12月 - 阿木尋常小学校が広岡尋常小学校と飯沼尋常小学校を統合する。広岡分教場を設置。
- 1898年（明治31年） - 川上地区を中津町に委託。中津尋常高等小学校[注釈 3]川上分校[注釈 4]。への通学となる。
- 1902年（明治35年） - 新築移転する。
- 1941年（昭和16年） - 阿木国民学校に改称する。
- 1947年（昭和22年） - 阿木村立阿木小学校に改称する。広岡分教場を廃止。
- 1957年（昭和32年）11月1日 - 阿木村が中津川市に編入される。同時に中津川市立阿木小学校に改称する。
- 1964年（昭和39年） - 現在地に新築移転する。
- 1968年（昭和43年） - 体育館が完成する。
- 1978年（昭和53年） - プールが完成する。